# Waite Park
Waite Park è una città degli Stati Uniti d'America, situata in Minnesota, nella Contea di Stearns.